# Spřáhlo Janney

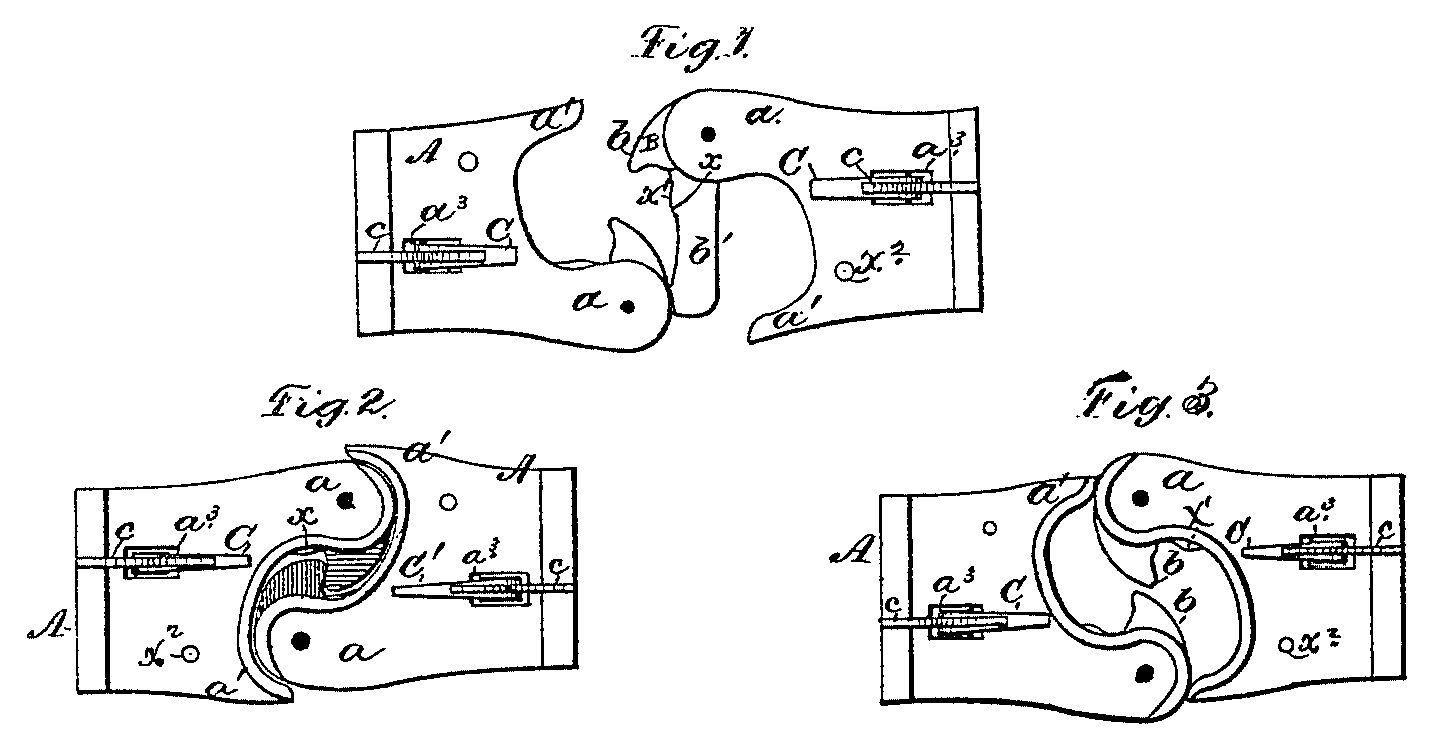
Zobrazení z patentové listiny

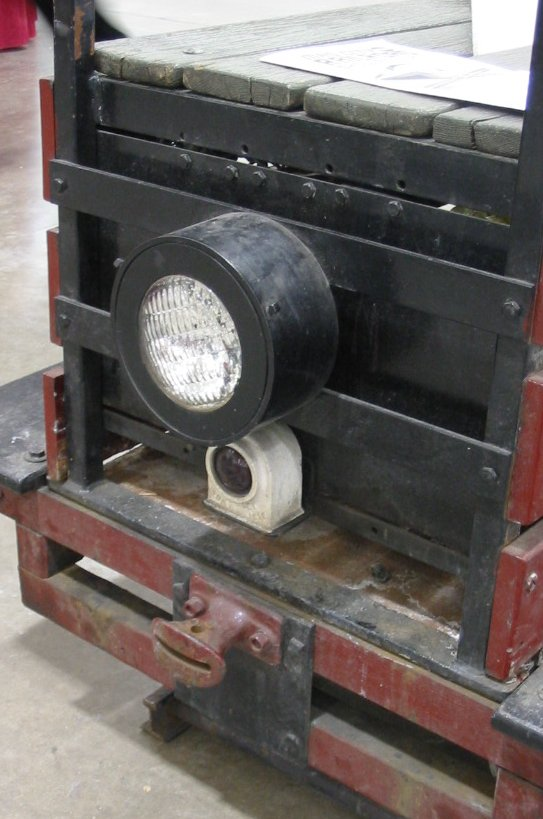
Jedno z původních amerických trychtýřových spřáhel

Samočinné spřáhlo Janney, později označované jako spřáhlo Master Car Builders Association  a nyní jako spřáhlo AAR (Association of American Railroads) je plošně rozšířené na železnicích Kanady, USA, Mexika, Japonska, Austrálie, jižní Afriky, Saúdské Arábie, Kuby, Chile, Brazílie, Číně i jiných částech světa. Patří k nejvíce zatížitelným spřáhlům, takže je používáno i u ucelených souprav těžkých nákladních vlaků pro přepravu uhlí nebo rudy v zemích, kde jsou standardem nárazníky a šroubovka.

## Vznik a vývoj
Spřáhlo zkonstruoval Američan Eli Hamilton Janney v roce 1868 a v roce 1873 si jej nechal patentovat. Janney byl obchodníkem se zbožím, předtím důstojníkem armády konfederace z Alexandrie ve Virginii. Od roku 1877 bylo nasazováno na železnicích USA a v roce 1888 bylo s lehkou modifikací ustanoveno standardním spřáhlem na železnicích USA. Od 3. března 1893 bylo použití spřáhla Janney na železničních vozidlech v USA povinné. V průběhu dalších let se stala jeho konstrukce robustnější, aby bylo schopno přenést vyšší tažné a tlačné síly, tvar a funkce však zůstaly stejné.
Před zavedením samočinného spřáhla byly na železnicích v USA používány různé, často vzájemně nespojitelné nebo obtížně spojitelné varianty trychtýřových spřáhel. Spojování vozidel bylo riskantní a nemálo železničářů přišlo o prsty. Se zavedením samočinného spřáhla podíl úrazů při spřahování vozidel poklesl velmi významně.
Ve Spojených státech se tomuto spřáhlu říká běžně „Automatic Coupler“ - samočinné spřáhlo nebo Knuckle Coupler - kloubové spřáhlo. Úřední označení je AAR Coupler (spřáhlo AAR - viz výše).

## Změny od roku 1873

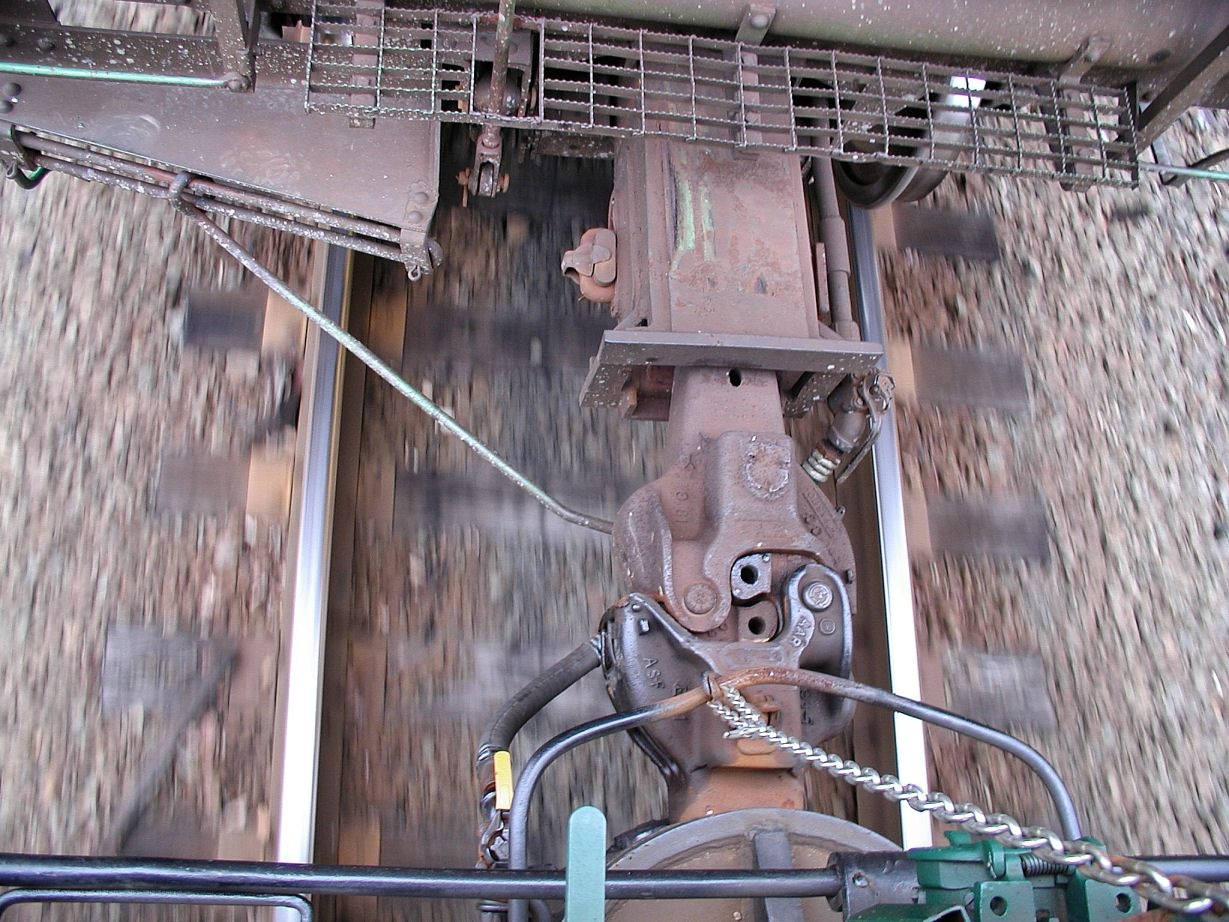
Spřáhlo ARR typu E na nákladních vozech

Spřáhlo AAR přečkalo zkoušku časem. V průběhu času došlo na jeho konstrukci pouze k menším změnám:
- I z obrázků v článku je zřejmé, že původní spřáhlo Janney není spojovatelné se současným spřáhlem AAR. Dnešní podoba spřáhla AAR odpovídá spřáhlu "Master Car Builders Association (MCBA)". K největší změně došlo v samotné kloubové části hlavy spřáhla.

- Buckeye coupler - název pochází z přezdívky státu Ohio - "the Buckeye state" (kaštanový stát) a Ohio Brass Co., která původně tato spřáhla dodávala. Spřáhlo má zajišťovací čep ovládáný řetízkem z boku.

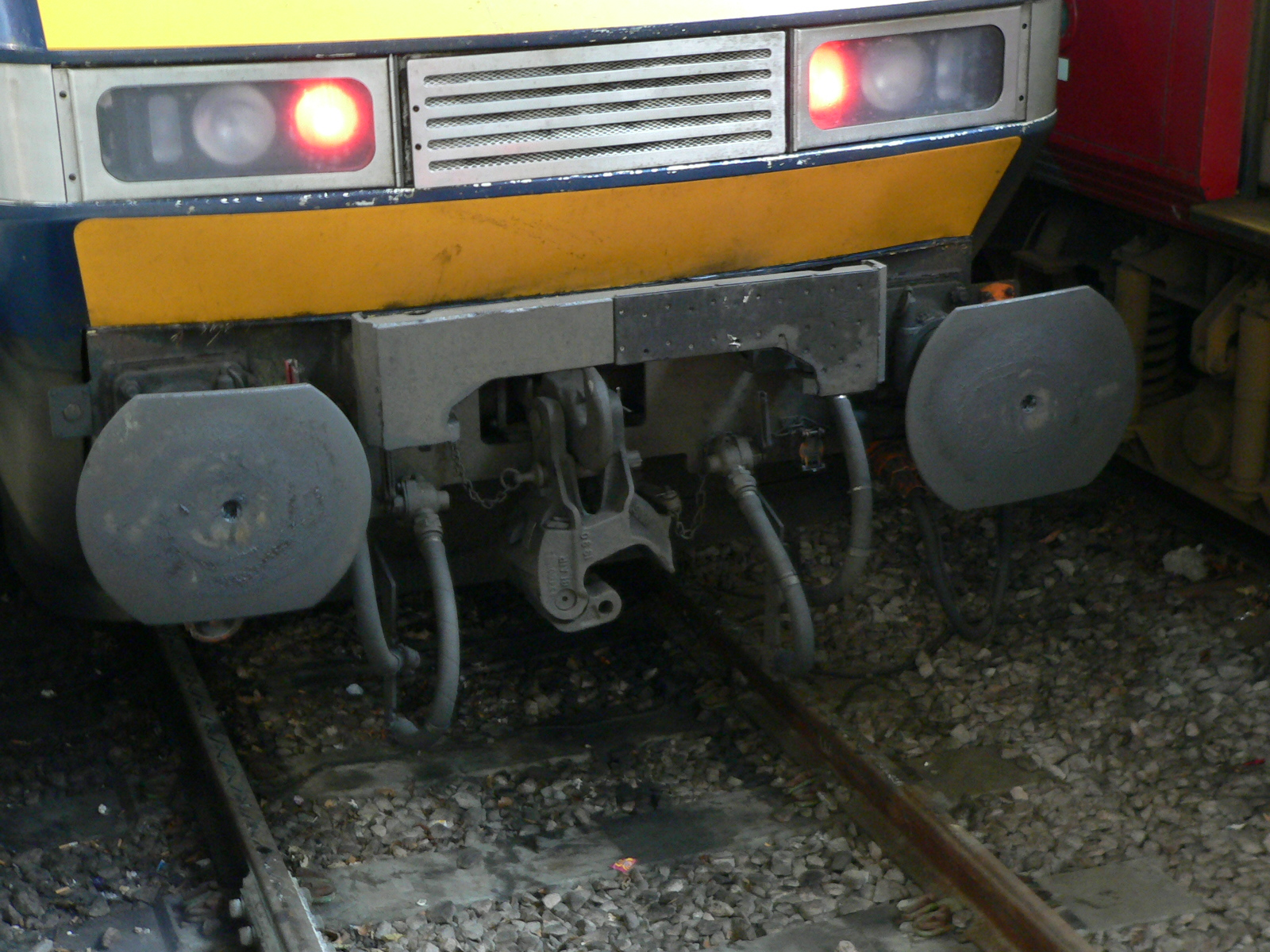
Spřáhlo zavěšené na háku

- - Spřáhlo používané ve Velké Británii je variantou tohoto spřáhla. Spřáhlo je zavěšené na tyči tažného háku namísto šroubovky. Při jeho použití se zvedne do vodorovné polohy a zajistí čepem provlečeným skrz hák. Je-li použito spojení šroubovkou, většinou s lokomotivou, použije se šroubovka z druhého vozidla a spřáhlo se sklopí dolů. Při použití spřáhla se sejmou distanční opasky z nárazníků a nárazníky se zasunou.[2][3]

- Spřáhlo "E" , původní spřáhlo AAR odvozené ze spřáhla MBCA.

- Spřáhlo "F" , neboli "tooth and socket" (zub a objímka, česky spíše trn a pouzdro) nebo "tightlock" (těsné). Jedná se o variantu spřáhla, jehož hlava je po stranách opatřena trnem a pouzdrem k zabránění vzájemným svislým pohybům spojených spřáhel, které mohou vést až k rozpojení vlaku v případě vykolejení vozu. Tato spřáhla se používají zejména u vozů s nebezpečnými materiály a u vozů pro vykládku na rotačních výklopnících bez rozpojování soupravy, kde je vždy jedno ze spojených spřáhel otočné. Jsou spřahovatelná s typem E.

- Spřáhlo "H"  APTA - American Public Transportation Association, dříve AAR typ H, je variantou předchozího a je používáno většinou, pokud ne výhradně na osobních vozech. Tato spřáhla bývají vybavena i vzduchovým a elektrickým propojením.

## Charakteristiky spřáhla AAR
- Maximální hmotnost vlaku 32 000 t - používá například Fortescue Railway.

- Pevnost v tahu u standardní varianty 159 t (350 000 lb). Spřáhla z vysokopevnostní oceli mají pevnost 295 t (650 000 lb).

- Spřáhla se vyrábějí ve dvou velikostech - plné a tříčtvrteční. U úzkorozchodných a miniaturních železnic existují i menší varianty.

- Spřáhla AAR jsou vždy "pravoruká" - tj. kloub při pohledu od středu vozidla na pravé straně

- Typ E umožňuje vzájemný pohyb spřáhel ve svislém směru, u těsných spřáhel řeší výškové rozdíly pružné uložení.

- Spřáhla AAR se rozpojují povytažením zajišťovacího čepu pomocí páky na boku vozidla. Spřáhla musí být volná, jinak čep nejde vytáhnout. Varianty s čepem z boku se nazývají "Sharon coupler" nebo "Buckeye coupler" [3] .